# Мухтаров, Кашаф Гильфанович
Кашаф Гильфанович Мухтаров (тат. Кәшшаф Мохтаров, Käşşaf Moxtarof, 14 июля 1896 — 27 октября 1937) — советский государственный деятель. В 1921—1924 председатель Совнаркома Татарской АССР.

## Биография
Родился в с. Тавели Мамадышского кантона Лаишевского уезда Казанской губернии, татарин. Окончил в Перми высшее городское 4-классное училище, гимназию (1916), учился 1 курс на медицинском факультете Пермского университета.
В 1917 году — один из организаторов и редактор татарской газеты «Безнен коннэр» («Наши дни»).
Руководитель комиссариата по делам национальностей Пермского губисполкома (1918); заведующий татаро-башкирским отделом Вятского губкома (1918—1919). Участник Гражданской войны: политрук 21-го мусульманского полка 51-й дивизии Блюхера; работник политотдела 3-й армии (1919—1920). В 1920—1921 заведующий отделом здравоохранения ВРК; нарком здравоохранения ТАССР.
Председатель Совнаркома ТАССР (1921—1924); одновременно в 1922-1923 годах председатель Государственной плановой комиссии ТАССР.
27 октября 1924 — 30 сентября 1929 заведующий лечебным отделом, член коллегии Наркомата здравоохранения РСФСР (Москва). Член Комиссии ВЦИК по улучшению быта женщин.
Арестован в 1929 г. по делу «Султан-Галиевской контрреволюционной националистической организации» («султангалиевщине»). Приговорен к расстрелу с заменой на 10 лет ИТЛ. Отбывал наказание в Соловецком лагере, работал зав. песцовой секцией Пушхоза на о. Анзер. Повторно судим Особой тройкой УНКВД 9 октября 1937 г., приговорен к высшей мере наказания. Расстрелян в Карельской АССР (Сандармох) 27 октября 1937 г.